# Provinz Bolikhamsai
Bolikhamsai (auch Bolikhamxay, Bolikhamxai, Bolikhamsay, Borikhamxay, oder Borikhamxai; laotisch ແຂວງບໍລິຄໍາໄຊ, ALA-LC: Bǭlikhamsai) ist eine Provinz in der Mitte von Laos. Sie grenzt im Westen an Thailand und im Osten an Vietnam.
Die Provinz entstand 1983 aus Teilen der Provinzen Vientiane und Khammuan. Sie grenzt im Norden an die Provinz Xieng Khouang, im Osten an die vietnamesischen Provinzen Nghệ An und Hà Tĩnh, im Süden an die Provinz Khammuan und die thailändischen Provinzen Nakhon Phanom, Bueng Kan und Nong Khai sowie im Westen an die Provinz Saysomboun und die Präfektur Vientiane. Bolikhamsai wird vom Fluss Nam Kading durchflossen, der bei Pak Kading in den Mekong mündet. Im Distrikt Khamkuet liegt die größte Kalksteinlandschaft Südostasiens. In der Provinz gibt es mehrere Nationale Biodiversitäts-Schutzgebiete: Phou Khao Khouay im Westen, Nam Kading im Zentrum und Nakai–Nam Theun im Südosten der Provinz.
Bolikhamsai ist mit 14 Einwohnern je km² eine der am dünnsten besiedelten Provinzen in Laos. 26,3 % der Bevölkerung leben in Städten, 16,0 % dagegen in Dörfern ohne Straßenanschluss.
Im Südosten der Provinz befindet sich eine Talsperre mit dem 2010 in Betrieb gegangenen Wasserkraftwerk Nam Theun 2, das mit einer Kapazität von 1.070 Megawatt das bislang größte Wasserkraftwerk Laos’ ist.

## Administrative Unterteilung
Die Provinz ist in sechs Distrikte (ເມືອງ – [mʉ̄aŋ]) eingeteilt:
| Code  | Distrikt            | Lao                    |
| ----- | ------------------- | ---------------------- |
|       |                     |                        |
| 11-01 | Pakxan (Paksan)     | ປາກຊັນ [paːk sân]       |
| 11-02 | Thaphabath          | ທ່າພະບາດ [tʰàː pʰabāːt] |
| 11-03 | Pak Kading          | ປາກກະດິງ [paːk kadiŋ]   |
| 11-04 | Borikhan (Bolikhan) | ບໍລິຄັນ [bɔːlikʰân]       |
| 11-05 | Kham Keut           | ຄຳເກີດ [kʰāmkɤ̄ːt]       |
| 11-06 | Viengthong          | ວຽງທອງ [ʋiəŋ tʰɔ̄ŋ]     |
| 11-07 | Xaychamphone        | ໄຊຈຳພອນ                |